# Strøby Egede
Strøby Egede är en ort på Själland i Danmark.   Den ligger i Stevns kommun och Region Själland, i den östra delen av landet, 40 km sydväst om Köpenhamn. Antalet invånare är 4 201.
Närmaste större samhälle är Køge, 6 km nordväst om Strøby Egede. Trakten runt Strøby Egede består till största delen av jordbruksmark.